# Georg Friedrich Händel
Georg Friedrich Händel (IPA: /geːɔrk friːdrɪç hɛndəl/) (engelska: George Frideric Handel), född 23 februari 1685 i Halle an der Saale, död 14 april 1759 i London, var en tysk-engelsk barocktonsättare, berömd för sina operor, oratorier och concerti grossi. Händel var kosmopolit. Han föddes i Tyskland, var utbildad i Italien, där han också först blev känd som tonsättare, och tillbringade större delen av sitt liv i England. Händel bosatte sig i England 1712 och blev engelsk medborgare den 22 januari 1722.
Till de mest kända verken hör oratoriet Messias, Water Music och Music for the Royal Fireworks. Även hans italienska operor i opera seria-traditionen, bland andra Rinaldo och Giulio Cesare in Egitto, spelas idag flitigt. Några av hans mest kända stycken är "Hallelujakören" från Messias, "Lascia ch'io pianga" från Rinaldo, "Ombra mai fù" från Xerxes, "See, the conqu'ring hero comes!" från Joshua och Judas Maccabaeus samt "Sarabande" från hans andra publicerade volym av cembalosviter. Händel var starkt påverkad av såväl de italienska barockmästarna, som exempelvis Arcangelo Corelli, som de brittiska, som exempelvis Henry Purcell. Händels egen musik kom i sin tur att påverka tonsättare som Haydn, Mozart, Beethoven, Gluck, Mendelssohn och Roman.

## De tidiga åren

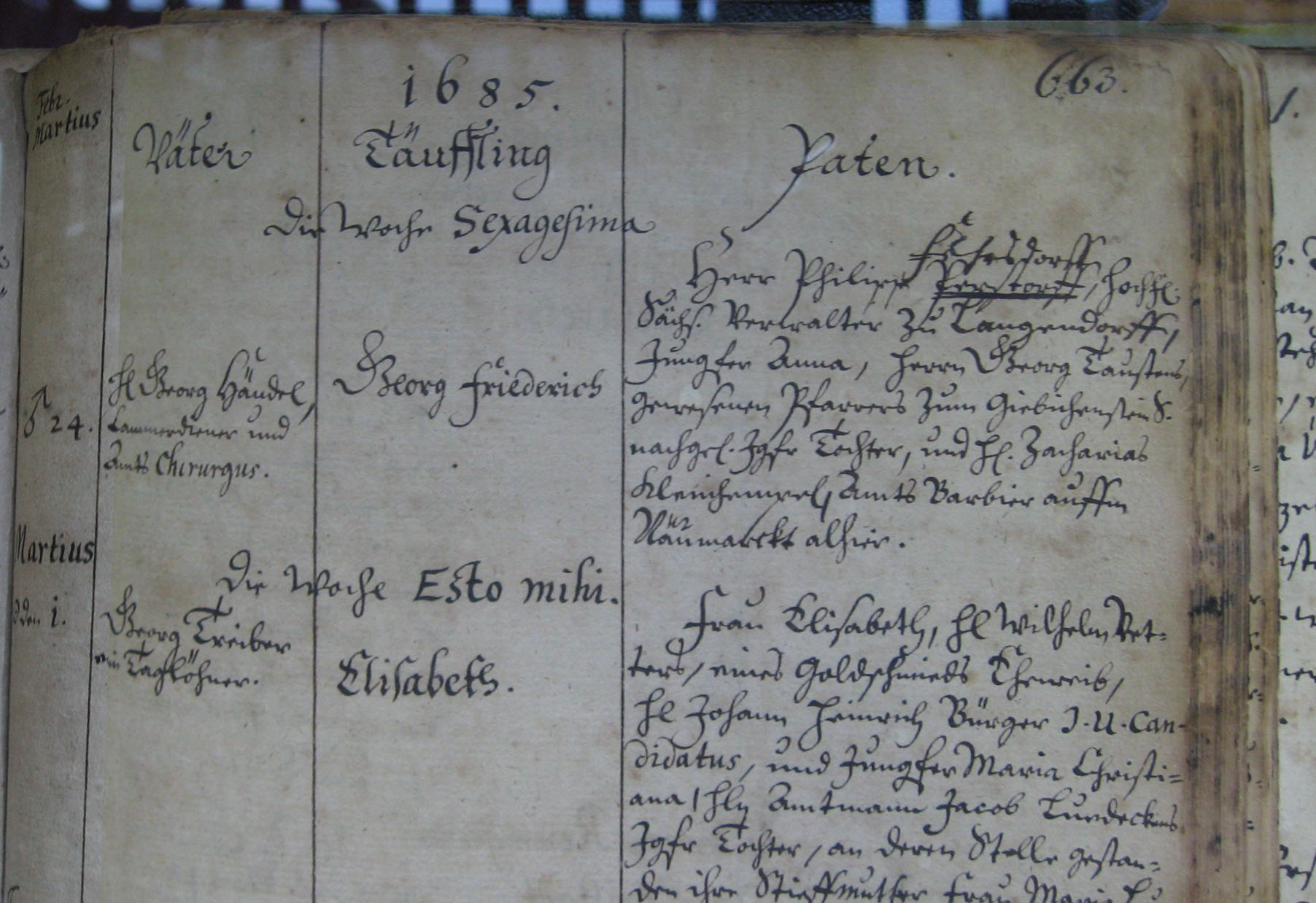
Händels namn i Marktkirches dopbok för åren 1667–1686.

Händel var son till Georg och Dorothea (född Taust) Händel och föddes den 23 februari 1685, samma år som både Johann Sebastian Bach och Domenico Scarlatti. Han döptes i Marktkirche Unser Lieben Frauen i Halle den 24 februari. Händel visade tidigt stor musikalisk talang. När han fyllde sju år fick han ett mindre klaverinstrument (antingen ett klavikord eller en spinett) av sin moster Anna. Instrumentet placerades på vinden så att han skulle kunna spela utan att störa sin far. Redan vid sju års ålder var han en driven cembalist och organist. Hans mor uppmuntrade hans musikaliska planer medan hans far däremot, som var en ansedd borgare i Halle och tjänstgjorde vid furstehoven i hertigdömet Sachsen-Weissenfels och kurfurstendömet Brandenburg som betjänt, barberare och läkare, motsatte sig sonens planer på en musikkarriär och ville att han skulle studera juridik.
Den unge Händel tilläts ändå att ta lektioner i komposition och klaverspel av Friedrich Wilhelm Zachow, organist i Liebfrauenkirche i Halle. Händel undervisades i harmonilära och tidens kompositionsstil. Under Zachow studerade Händel verk av kompositörer som Zackau, Alberti, Frobergher, Krieger och Kerll. Han bedrev även partiturstudier, lärde sig att utarbeta fugateman och kopiera noter. Ibland vikarierade han för läraren som organist vid gudstjänster.

## Från Halle till Italien

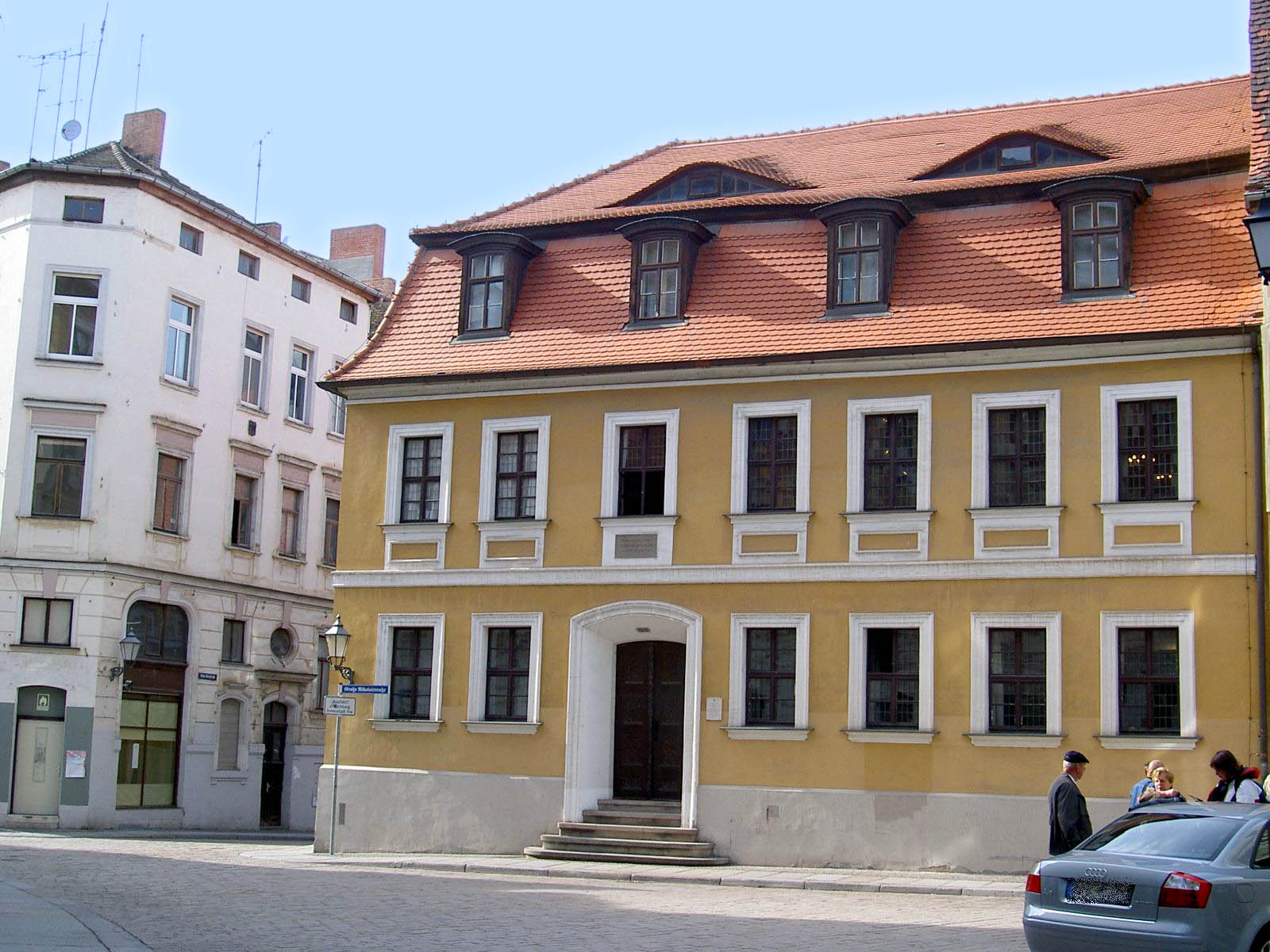
Händel-Haus i Halle, där Händel föddes 1685.

Händels musikaliska studier avbröts då hans far dog 1697. Han följde sin faders önskan och började studera juridik 1702 vid Halles universitet. Han övergav emellertid juridiken och blev organist i den protestantiska katedralen. År 1704 flyttade han till Hamburg där han fick plats som violinist och cembalist i operaorkestern. Där blev han bekant med Johann Mattheson, Christoph Graupner och Reinhard Keiser. Sina första två operor, Almira och Nero, skrev han 1705. Ytterligare två operor, Daphne och Florindo, skrevs 1708.
På inbjudan av Gian Gastone de' Medici reste Händel till Italien 1706–1709. Under Händels tid i Hamburg hade de lärt känna varandra. Händel umgicks också med brodern, Ferdinando de' Medici, som var musiker. Då operor vid den här tiden var bannlysta av påven, arbetade Händel i stället med sakrala verk. Hans Dixit Dominus tillkom vid den här tiden (1707). Han skrev också många operaaktiga kantater till sammankomster i kardinal Pietro Ottobonis palats. Hans första helt italienska opera Rodrigo skrevs i Florens 1707. Operan Agrippina tillkom i Venedig 1709. Agrippina, som visade en påtaglig mognad, fick ges inte mindre än 27 gånger och medförde att Händel etablerade sig som operatonsättare. Två oratorier, La Resurrezione och Il Trionfo del Tempo, producerades för privata uppsättningar för Francesco Maria Marescotti Ruspoli och kardinal Ottoboni 1709 respektive 1710.

## Flytten till London
Händel utnämndes 1710 till kapellmästare hos Georg Ludvig, kurfurste av Hannover, som senare kom att bli Georg I av Storbritannien. På sin väg till London stannade han 1710 en tid hos Anna Maria Luisa de' Medici och bosatte sig sedan i London 1712. Han anställdes av drottningen Anna av Storbritannien mot en årslön om 200 engelska pund. Under de tidiga åren i London var en av hans viktigaste välgörare den unge förmögne Richard Boyle, 3:e earl av Burlington som tidigt blev förtjust i Händels musik. Händel tillbringade sin mesta tid på godset Cannons och lade där grunden för sin kommande körproduktion med de tolv Chandos Anthems även kallade Anthems for Cannons.
Romain Rolland menade att dessa anthems var lika betydelsefulla för hans oratorier som kantaterna var för operorna. Rolland uppskattade mycket Acis and Galatea, precis som Winton Dean som skrev "the music catches breath and disturbs the memory" ("musiken hämtar andan och rubbar minnet"). Under Händels livstid var Acis and Galatea hans mest spelade verk. I juli 1717 framfördes Händels Water Music vid en vattenfest på Themsen. Musiken skrevs och framfördes som ett samarbete mellan kungen och Händel.

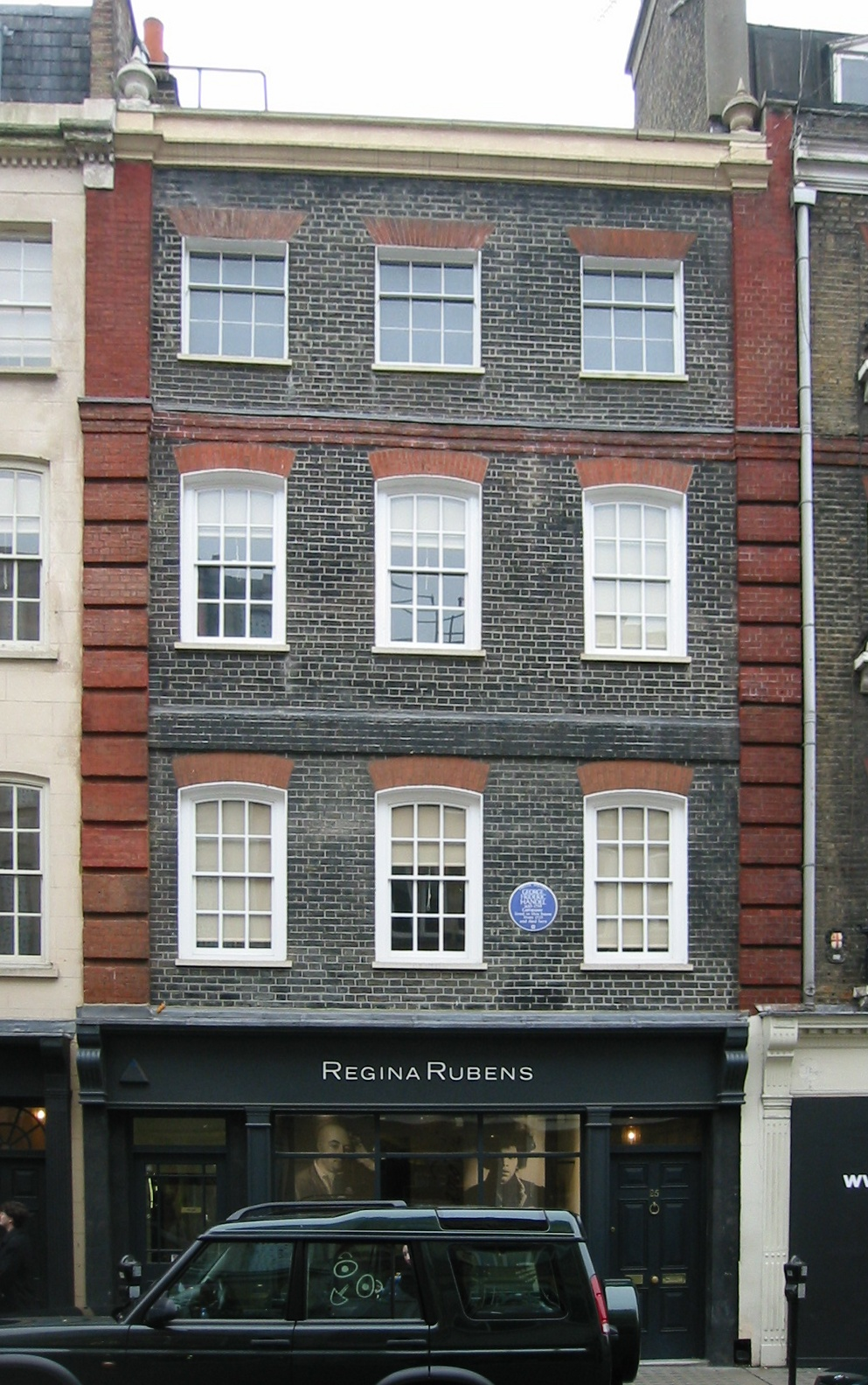
"Handel House" på 25 Brook Street i London.

Händel flyttade in i ett nybyggt hus på 25 Brook Street i London 1723. Där bodde han till sin död 1759. Huset i georgiansk stil är nu ett Händelmuseum (Handel House Museum) öppet för allmänheten och där det också ges barockkonserter. Det renoverades år 2000 av "Handel House Trust" och öppnades som museum 2001. På huset sitter en så kallad blå platta, ett märke som anger att det är en byggnad av historiskt intresse. I huset komponerade Händel Messias, Zadok the Priest och Music for the Royal Fireworks. Åren 1968–69 bodde Jimi Hendrix granne med det hus på Brook Street 25 i London som Händel bott i drygt 200 år tidigare (Hendrix bodde på Brook Street 23).
1726 uruppfördes operan Scipio i vilken ingår den marsch som är Grenadier Guards signum marsch.
1727 fick Händel i uppdrag att skriva fyra anthem till kröningen av Georg II av Storbritannien. Ett av dessa, Zadok the Priest, har sedan dess framförts vid varje kröning av en brittisk monark. Händel var chef för det operasällskap som kallades Royal Academy of Music 1720–1728 och tillsammans med John James Heidegger också teaterchef vid King's Theatre 1729–1734. I mars 1734 skrev han ett bröllopsanthem till prinsessan Anne av Orange. Händel samarbetade också länge med Royal Opera House i Covent Garden där många av hans italienska operor uruppfördes.
I april 1737, vid 52 års ålder, drabbades Händel av en stroke (eller en liknande sjukdom) som gjorde hans högra arm tillfälligt förlamad och hindrade honom från att framträda. Han fick också svårt att se. För att kurera sig reste han till Aachen i Tyskland för att ta varma bad och så småningom spela orgel där för den lokala publiken.

## Senare år

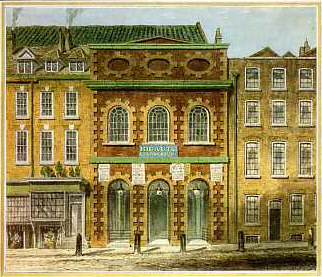
Queen's Theatre vid Haymarket av William Capon.

Efter att ha blivit återställd efter sjukdomen ägnade sig Händel åt att komponera oratorier i stället för opera. Händels Messias uruppfördes på Irland i New Musick Hall i Fishamble Street i Dublin den 13 april 1742. Kören bestod av 26 gosskorister och fem män ur körerna i St Patrick's Cathedral och Christ Church Cathedral i Dublin.
Music for the Royal Fireworks komponerades och framfördes 1749 och publiken bestod av 12 000 personer. Tre personer dog, däribland en av trumpetarna, dagen efter.
1750 arrangerade Händel ett framförande av Messias till förmån för Foundling Hospital, som var ett barnhem i London grundat 1739. Framförandet blev en stor succé och följdes av årliga välgörenhetskonserter under resten av hans liv och han skrev också för dessa konserter Foundling Hospital Anthems. Som tack för det stöd han gav blev Händel utsedd till beskyddare av barnhemmet dagen efter den första konserten. Han testamenterade ett vackert exemplar av Messias till institutionen vid sin död. Hans engagemang i barnhemmet lever kvar ännu idag genom en permanent utställning i Londons Foundling Museum, som också innehåller Gerald Coke Handel Collection. Förutom stödet till Foundling Hospital stöttade Händel också fattiga musiker och deras familjer. Sommaren 1741 inbjöds han av William Cavendish, 3:e hertig av Devonshire, som var en av grundarna till Foundling Hospital i London, till Dublin för att också där ge konserter till stöd åt lokala sjukhus och barnhem.
I augusti 1750, vid en resa från Tyskland tillbaka till London, skadades Händel allvarligt i en olycka med en skjuts mellan Haag och Haarlem i Nederländerna. 1751 blev hans syn, av okänd orsak, sämre på det ena ögat. Även synen på det andra ögat försämrades. Hans sista oratorium Jephtha uruppfördes den 26 februari 1752.
Händel dog nära åtta år senare, 1759 i London, och den sista konsert han besökte var ett framförande av hans eget Messias. Över 3 000 sörjande deltog i begravningen som var en statsbegravning och ägde rum i Westminster Abbey.
Händel förblev ogift och var förtegen om sitt privatliv. Han efterlämnade en stor förmögenhet om 20 000 pund, ett enormt belopp på den tiden. Det mesta gick till syskonbarn i Tyskland, men också en del till andra släktingar, tjänstefolk, vänner och välgörenhetsprojekt.

## Verkförteckning
För utförlig lista, se Verklista för Georg Friedrich Händel.
Händels verkförteckning innehåller 42 operor, 29 oratorier, över 120 kantater, duor, trior, ett stort antal arior, kammarmusik, oden, 16 orgelkonserter och concerti grossi. Händel införde en del nyheter bland instrumenten i sina kompositioner som till exempel viola d'amore och violetta marina (i Orlando), luta (i Ode for St. Cecilia's Day), tre tromboner (i Saul), klarinetter eller små höga sinka (i Tamerlano), teorb, valthorn (i Water Music), lyrichord, kontrafagott, viola da gamba, rörklockor, orgelpositiv, och harpa (i Giulio Cesare, och Alexander's Feast).
Händels verk har katalogiserats och numrerats med HWV-nummer (Händel-Werke-Verzeichnis). Hans samlade verk är utgivna av Samuel Arnold i 40 volymer i London 1787–1797 och av Friedrich Chrysander för det tyska Händelsällskapet Händel-Gesellschaft i 100 band i Leipzig 1858–1902.

### Operor i urval
- Almira (HWV 1) ,1705
- Agrippina (HWV 6), 1709 eller 1710
- Rinaldo (HWV 7), 1711
- Il pastor fido (HWV 8), 1712
- Giulio Cesare in Egitto (Julius Caesar) (HWV 17), 1724
- Tamerlano (HWV 18), 1724
- Rodelinda (HWV 19), 1725
- Alessandro (HWV 21), 1726
- Partenope (HWV 27), 1730
- Orlando (HWV 31), 1732
- Ariodante (HWV 33), 1735
- Alcina (HWV 34), 1735
- Xerxes (HWV 40), 1738
- Imeneo (HWV 41), 1740

### Oratorier
Några av Händels oratorier (både sakrala och profana)
- Il trionfo del Tempo e del Disinganno (HWV 46a), Rom 1707; Il trionfo del Tempo e della Verità (HWV46b), London 1737
- La Resurrezione (HWV 47), 1708
- Esther (HWV 50a), Rom 1720; Esther (HWV 50b), London 1732
- Athalia (HWV 52) ,1733
- Saul (HWV 53), 1739
- Israel i Egypten (HWV 54), 1739
- Messias (HWV 56), 1742
- Samson (HWV 57), 1743
- Semele (HWV 58), 1744
- Herkules (HWV 60), 1745
- Belshazzar (HWV 61), 1745
- Judas Maccabaeus (HWV 63), 1745 (jfr även Ge Jesus äran, frälsta mänsklighet)
- Solomon (HWV 67), 1749
- Jephtha (HWV 70), 1751
- The Triumph of Time and Truth (HWV 71), London 1757 (förlängd engelsk version av HWV 46a/b med vissa ändringar)

### Övrigt
- Te Deum (HWV 278), 1713, hymn
- Water Music (HWV 348–350), 1717, orkestersvit
- Acis and Galatea (HWV 49), 1718, maskspel
- Suites de pieces pour le Clavecin (HWV 426–433), 1720, cembalosviter
- Suites de pieces pour le Clavecin vol. 2 (HWV 434–442), 1733, cembalosviter
- Ode for St. Cecilia's Day (HWV 76), 1739, kantat
- Music for the Royal Fireworks (HWV 351), 1749, orkestersvit

## Eftermäle
Efter Händels död föll många av operorna i glömska, med undantag av vissa arior, som till exempel den allmänt förekommande "Ombra mai fù" ur Xerxes. Hans berömmelse under 1800-talet och det tidiga 1900-talet, i synnerhet i de anglosaxiska länderna, vilade enbart på de engelska oratorierna som vanligen framfördes av gigantiska amatörkörer vid högtidliga tillfällen. Bland dessa är Esther (1718); Athalia (1733); Saul (1739); Israel i Egypten (1739); Messias (1742); Samson (1743); Judas Maccabaeus  (1747); Solomon (1748); och Jephtha (1752). Många har libretton av Charles Jennens.
Sedan 1960-talet då intresset för barockmusik tog fart, med musiker som spelade på tidstrogna instrument och countertenorer som kunde framträda i kastratroller, har intresset för Händels operor ökat och många har spelats in och framförts på operascener. Bland de som regelbundet uppförs är framför allt Agrippina (1709), Rinaldo (1711, 1731), Orlando (1733), Ariodante (1735), Alcina (1735), Xerxes (1738), Julius Caesar (1724), Tamerlano (1724) och Rodelinda (1725).

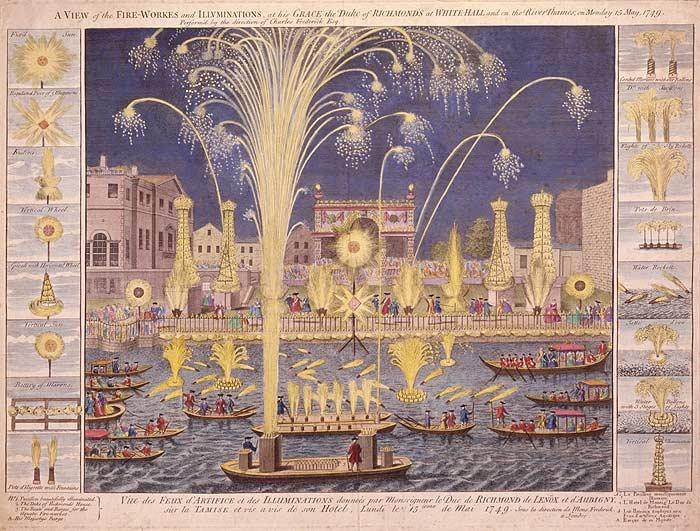
Fireworks 1749.

Också många världsliga kantater har återupptäckts. Bland dessa finns Ode for St. Cecilia's Day (1739) (med text av John Dryden) och Ode for the Birthday of Queen Anne (1713).
Händel har rönt stor uppskattning bland andra tonsättare, både i hans samtid och senare. Bach försökte träffa Händel vid ett besök i Halle, men lyckades inte. Mozart påstås ha sagt om Händel att han förstod sig på effekter bättre än någon annan, och för Beethoven var han ”mästaren framför alla andra ... den största tonsättare som levat. Jag skulle blotta mitt huvud och knäböja vid hans grav”.
Efter Händels död var det många tonsättare som skrev musik baserad på, eller inspirerad av hans musik.
- Louis Spohrs Symfoni nr 6, op. 116 citerar två melodier ur Messias.
- Ludwig van Beethovens 12 Variationer i G-dur över ’See the conqu’ring hero comes’ ur Judas Maccabaeus, för cello och piano
- Mauro Giuliani Variationer på ett tema av Händel, op. 107 för gitarr, baserad på Air and variations ur Svit nr 5 i E-dur, HWV 430, för cembalo
- Johannes Brahms Variationer och fuga på ett tema av Händel, op. 24, baserad på Air and variations ur Svit nr 1 i B♭-dur, HWV 434, för cembalo
- Félix-Alexandre Guilmant använder ett tema av Händel i Marsch på ett tema av Händel för orgel.
- Philippe Gauberts Petite marche för flöjt och piano baserad på den fjärde satsen i Händels triosonata, op. 5, nr 2, HWV 397
- Luis Gianneos Variationer på ett tema av Händel for piano
- Percy Grainger baserade ett av sina mest kända verk på den sista satsen i Händels E-dur-svit. Han skrev först några variationer som han kallade Variations on Handel’s ‘The Harmonious Blacksmith’ (som är ett senare namn på Air and variations ur Svit nr 5 i E-dur). Sedan använde han de första 16 takterna ur Handel in the Stand i ett av hans mest omtyckta stycken.
- Arnold Schönbergs ”Concerto for String Quartet and Orchestra” i B-dur (1933) använder Händels Concerto Grosso, op. 6/7.

### Museer, minnesmärken och hedersbetygelser

#### I Tyskland

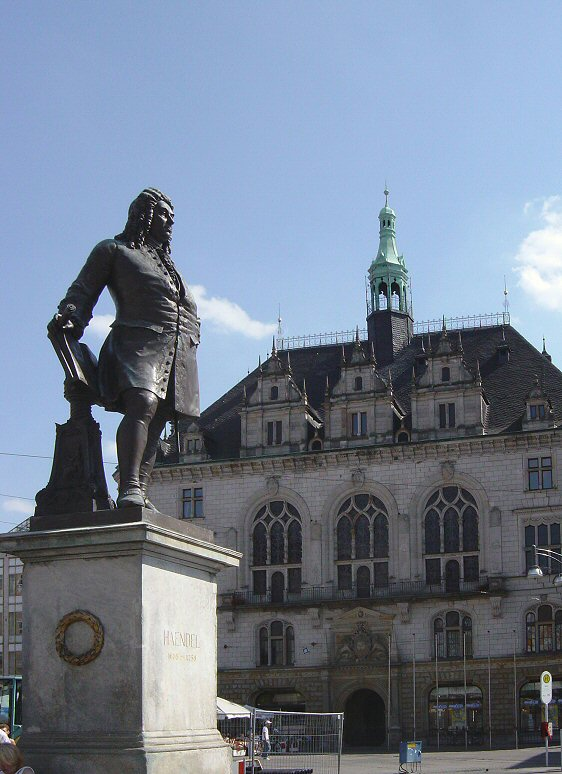
Händelmonumentet framför rådhuset i Halle an der Saale. Statyn är vänd i riktning mot London, den stad där Händel huvudsakligen var verksam.

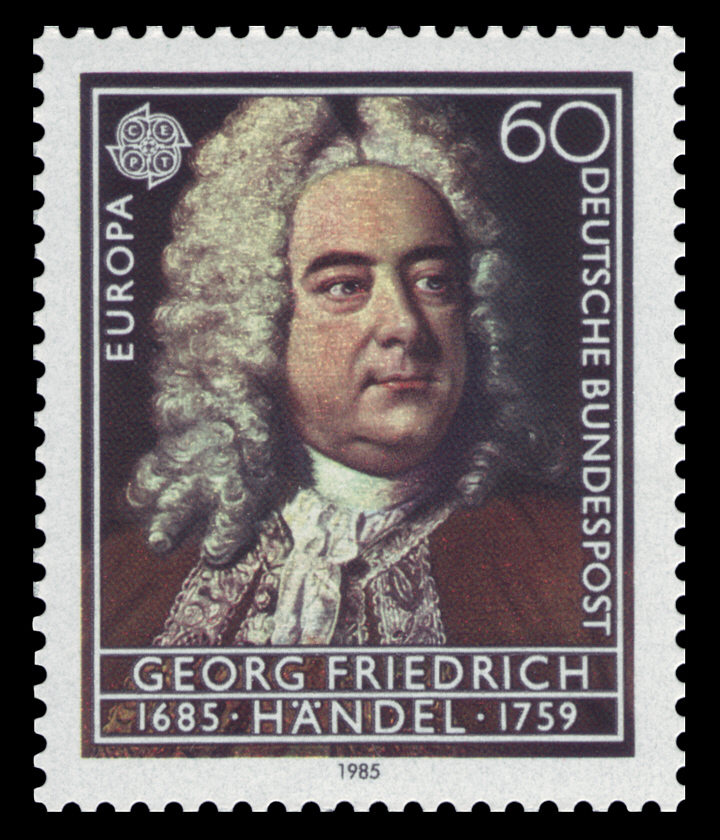
Frimärke utgivet av Deutsche Bundespost 1985, med anledning av 300-årsjubileet av Händels födelse.

Till 100-årsminnet av Händels död avtäcktes 1859 i Händels födelsestad Halle an der Saale en staty på stadens stora torg. Medel till statyn samlades in ideellt, bland annat genom intäkter från en konsert i Halle 1857 där den svenska berömda operasångerskan Jenny Lind framträdde. Även tonsättaren Franz Liszt medverkade vid monumentets invigning.
Staden Halle an der Saale bär idag tillnamnet Händelstadt som används i stadens turistmarknadsföring. Händels födelsehus i Halles centrum, Händel-Haus, är idag museum, med en permanent utställning om Händels liv och verk samt ett musikinstrumentmuseum, med olika tillfälliga utställningar och konsertarrangemang. En Händelfestival arrangeras årligen i Halle an der Saale, i början av juni. Stora återkommande Händelfestivaler arrangeras även i Göttingen och Karlsruhe.

#### I Storbritannien

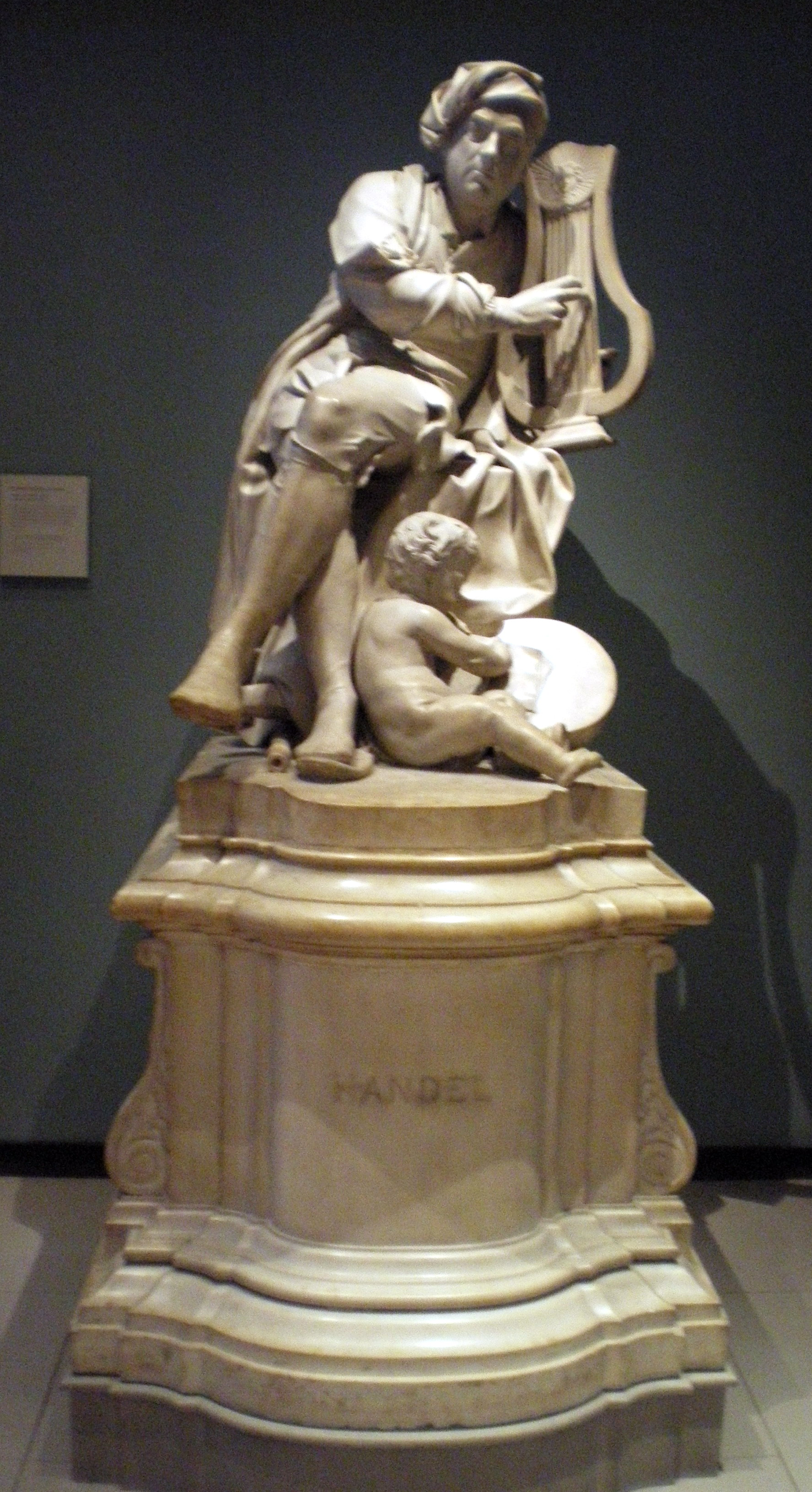
Händelstaty av Roubiliac.

Redan under Händels livstid, 1738, invigdes en marmorskulptur av Händel, utförd av Louis-François Roubiliac, i Vauxhall Gardens i London. Denna finns idag på Victoria and Albert Museum. Roubiliac skulpterade även Händels gravmonument i Westminster Abbey.
Handel House Museum invigdes 2001 på adressen 25 Brook Street i stadsdelen Mayfair i London, i det hus där Händel bodde och komponerade åren 1723-1759. I museet har inredningen från Händels tid rekonstruerats, och i huset finns Händels korrespondens, manuskript och konstverk från Byrnesamlingarna utställda.

#### Övrigt
Nedslagskratern Handel på planeten Merkurius och asteroiden 3826 Handel är uppkallade efter honom.

### Händel i svensk kultur
Händel blev en stark inspiratör för den samtida svenska tonsättaren Johan Helmich Roman under dennes Londonvistelse. När Roman 1731 arrangerade det som brukar betecknas som den första offentliga konserten i Sverige, uppfördes bland annat Händels Brockespassion.
I Sverige är Händels namn även känt genom det bevingade uttrycket De fem trumpetstötarna, myntat av borgarrådet Yngve Larsson om Hötorgsskraporna i Stockholm.
| ”                                                       | [...] Till mig talar denna stadsbild om kraft att skapa och tro på framtiden, med den musikaliska uttrycksfullhet som tillhör den stora arkitekturen: fem sköna ackord, fem trumpetstötar i ett Händelskt festspel. | „ |
| – Yngve Larsson, inför Stockholms stadsfullmäktige 1952 | |   |

Carl-Michael Edenborg utgav 2012 romanen Mitt grymma öde, där Händel är huvudperson och skildras som manisk och sexuellt utsvävande.

## Händels namn
Georg Friedrich Händel var det namn han föddes med. Denna stavning är också den som används i tysktalande länder och i många andra europeiska länder, bland annat Sverige. Då han blev engelsk medborgare ändrade han stavningen till George Frideric Handel, varför denna stavning numera används i de flesta engelsktalande länder. Ibland kan förväxlingar ske med den slovenske tonsättaren Handl, oftast benämnd Jacobus Gallus.